# Lithocolla
Genre
Espèces de rang inférieur
- Lithocolla apsteini Huitfeld-Kass, 1906 ?
- Lithocolla flavescens Penard, 1904
- Lithocolla globosa Schulze, 1874
- Lithocolla magna Burger, 1906 ?

Lithocolla est un genre d'holomycètes. Ces amibes se couvrent de xénosomes (probablement un sous-produit de la phagocytose).
L'espèce type est Lithocolla globosa.